# كاميرون دونالد
كاميرون دونالد (بالإنجليزية: Cameron Donald)‏ مواليد 28 سبتمبر 1977 في ملبورن، هو متسابق دراجات نارية أسترالي فاز بكأس جزيرة مان السياحية.

## البطولات
- كأس جزيرة مان السياحية 2008